# خليج إسكندرون

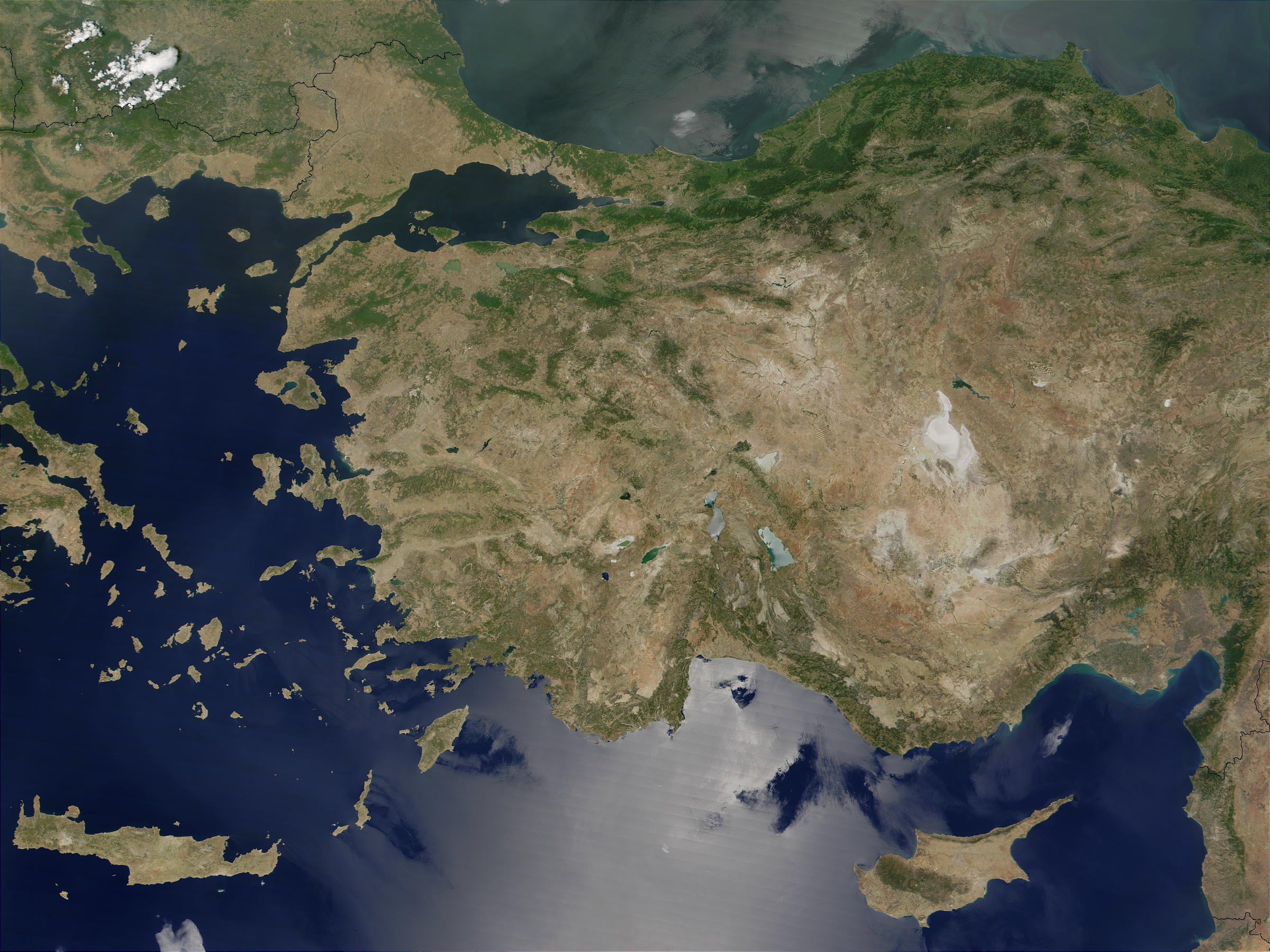

خليج اسكندرون (بالتركية: İskenderun Körfezi) هو خليج يقع في الزاوية الشمالية الشرقية للبحر الأبيض المتوسط. يعد الخليج المنفذ الطبيعي والتاريخي لولاية حلب إلى البحر المتوسط، وكانت تمر عبر خليج الإسكندرون وميناء إسكندرونة معظم تجارة حلب البحرية. أهم المدن على الخليج الإسكندرونة وأرسوز.
الخليج هو الواجهة البحرية للواء إسكندرون. تبلغ مساحة اللواء حوالي 5400 كم مربع وهو آخر ما استولى عليه كمال أتاتورك من الأراضي العربية السورية. وكان قبل ذلك قد استولى على عدد كبير من الألوية العربية التابعة لولاية حلب مثل لواء مرعش ولواء عنتاب ولواء البيرة أو أورفة، بالإضافة إلى ألوية أضنة ومرسين والعثمانية العربية في ولاية أضنة. كانت كل هذه الألوية ضمن الأراضي السورية حسب معاهدة سيفر عام 1920.
حارب سكان ولاية حلب العرب مع كمال أتاتورك ضد فرنسا في الحرب التي استولى فيها على تلك المناطق في عام 1920 وذلك عن طيب خاطر منهم حيث أنهم كانوا يعتبرون فرنسا عدوا مستعمرا بينما الأتراك أخوة في الدين.
أما لواء الإسكندرون فإن الاستيلاء عليه تم ضمن مؤامرة بين فرنسا وتركيا في نهاية الثلاثينات. حيث أن فرنسا كانت في وضع ضعيف قبيل اندلاع الحرب العالمية الثانية وأرادت أن تضمن ولاء أو حياد تركيا حتى لا تنحاز إلى جانب ألمانيا كما فعلت في الحرب العالمية الأولى. ولذلك تنازلت لتركيا عن الإسكندرون بعد إجراء استفتاء مزور نقل عشرات الآلاف للمشاركة فيه من تركيا وقاطعه معظم العرب. أظهر الاستفتاء أن غالبية السكان يريدون الانضمام لتركيا رغم أن الأتراك كانوا أقلية في الإقليم كما أظهرت الإحصاءات والاستفتاءت السابقة التي أظهرت بوضوح أن غالبية سكان الإقليم من العرب ويرفضون التدخل التركي في شؤون إقليمهم. وبذلك ضربت فرنسا عرض الحائط القوانين الدولية التي تمنعها بوصفها سلطة انتداب من تغيير الوضع القانوني للأراضي التي تحتلها أو التنازل عنها لأي بلد آخر لا بإجراء استفتاء ولا بغيره. وقد أحدث الإجراء الفرنسي استنكارا دوليا في حينه وأشارت عصبة الأمم إلى عدم قانونيته في قرار صدر عنها.
والإسكندرون يعتبر من أهم المناطق السورية وهو أكبر من الجولان وفيه ثروات أكبر ويمر فيه نهر العاصي قبل أن يصب في البحر المتوسط. كما أن الإسكندرون له أهمية تاريخية ومعنوية كبرى بالنسبة لسورية لأن فيه مدينة أنطاكية عاصمة سورية في العصور قبل الإسلامية. وما زالت مقرات الكنائس السورية إلى اليوم تقع في مدينة أنطاكية باعتبارها العاصمة السورية في العصور المسيحية.